# Jan Byrski (duchowny)
Jan Byrski (ur. 29 stycznia 1942 w Starej Wsi, zm. 11 maja 2021 w Otwocku) – polski duchowny rzymskokatolicki warszawski, a następnie warszawsko-praski, infułat.

## Życiorys
Urodził się 29 stycznia 1942 w Starej Wsi w parafii Świętej Trójcy w Belsku Dużym. W dniu 9 czerwca 1968 w archikatedrze św. Jana Chrzciciela w Warszawie przyjął święcenia kapłańskie z rąk kardynała Stefana Wyszyńskiego.
Po święceniach jako wikariusz pracował w parafiach archidiecezji warszawskiej: do 1969 w parafii Narodzenia św. Jana Chrzciciela w Lesznie, następnie do 1970 w parafii Najświętszej Maryi Panny Wspomożenia Wiernych w piaseczyńskim Zalesiu Dolnym, od 1970 do 1973 w parafii Narodzenia Najświętszej Maryi Panny w Mińsku Mazowieckim, następnie do 1974 w parafii Matki Bożej Różańcowej na warszawskim Bródnie, od 1974 do 1978 w parafii Świętej Rodziny na warszawskim Zaciszu, a następnie do 1984 w parafii św. Jakuba Apostoła na warszawskiej Ochocie.
W 1984 kardynał Józef Glemp powierzył mu zadanie zorganizowania nowej parafii pod wezwaniem św. Antoniego z Padwy w Mińsku Mazowieckim i 1 października został jej administratorem, a 25 grudnia proboszczem. Tutaj wybudował kościół i plebanię. W 1992 parafia znalazła się w granicach nowo powstałej diecezji warszawsko-praskiej, a ksiądz Byrski w jej strukturach pełnił różne funkcje: od 1992 do 2005 był członkiem Rady Kapłańskiej, od 1993 do 2017 był pierwszym dziekanem nowo powstałego dekanatu Mińsk Mazowiecki – św. Antoniego z Padwy, a od 2005 do 2009 był członkiem Kolegium Konsultorów. W dniu 30 czerwca 2017 zakończył posługę proboszcza przechodząc na emeryturę, a następnie zamieszkał w Domu Księży Emerytów w Otwocku.
Zmarł 11 maja 2021 w Otwocku. Uroczystości pogrzebowe rozpoczęły się w parafii, w której był wieloletnim proboszczem 13 maja. Następnego dnia w Domu Księży Emerytów w Otwocku biskup Jacek Grzybowski odprawił mszę żałobną. Następnie ciało zmarłego zostało przewiezione do parafii świętego Antoniego w Mińsku Mazowieckim, gdzie została odprawiona kolejna msza żałobna, a następnie pod przewodnictwem ordynariusza Romualda Kamińskiego msza pogrzebowa, po której zmarły został pochowany na miejscowym cmentarzu parafialnym.

## Odznaczenia i wyróżnienia
- 24 grudnia 1990 odznaczony przywilejem noszenia rokiety i mantoletu
- 24 grudnia 1992 kanonik honorowy Kapituły Katedralnej
- 15 grudnia 1994 na wniosek ordynariusza Kazimierza Romaniuka mianowany przez Stolicę Apostolską prałatem honorowym Jego Świątobliwości
- 24 grudnia 2001 kanonik gremialny Kapituły Katedralnej
- 26 lipca 2007 na wniosek ordynariusza Sławoja Leszka Głódzia mianowany przez Stolicę Apostolską protonotariuszem apostolskim (infułatem)
- 24 grudnia 2007 prałat Kapituły Katedralnej[1]
- 9 października 2018 za wybitne zasługi w krzewieniu wartości duchowych i narodowych, za ochronę polskiego dziedzictwa kulturowego odznaczony przez prezydenta Andrzeja Dudę Krzyżem Oficerskim Orderu Odrodzenia Polski[2]